# Метрополітен Неаполя
Метрополітен Неаполя (італ. Metropolitana di Napoli) — система ліній швидкісного транспорту міста Неаполь. До складу системи прийнято включати як лінії власне метрополітену, так і дільниці приміських залізничних ліній, а також чотири фунікулери.

## Історія
У другій половині XIX — першій половині XX століття в Неаполі був споруджений ряд міських та приміських залізниць, які були слабо пов'язані між собою, однак мали кілька підземних дільниць. Плани споруди єдиної мережі були вперше запропоновані у 1950-ті роки, 
Будівництво розпочалося у 1976 році, проте перша дільниця підземної лінії («Vanvitelli» — «Colli Aminei», 4 км, 6 станцій) введена в експлуатацію лише 28 березня 1993 року. Пізніше були споруджені нові лінії метрополітену, дільниці існуючих залізничних ліній і фунікулери були реорганізовані в єдину мережу.

## Лінії

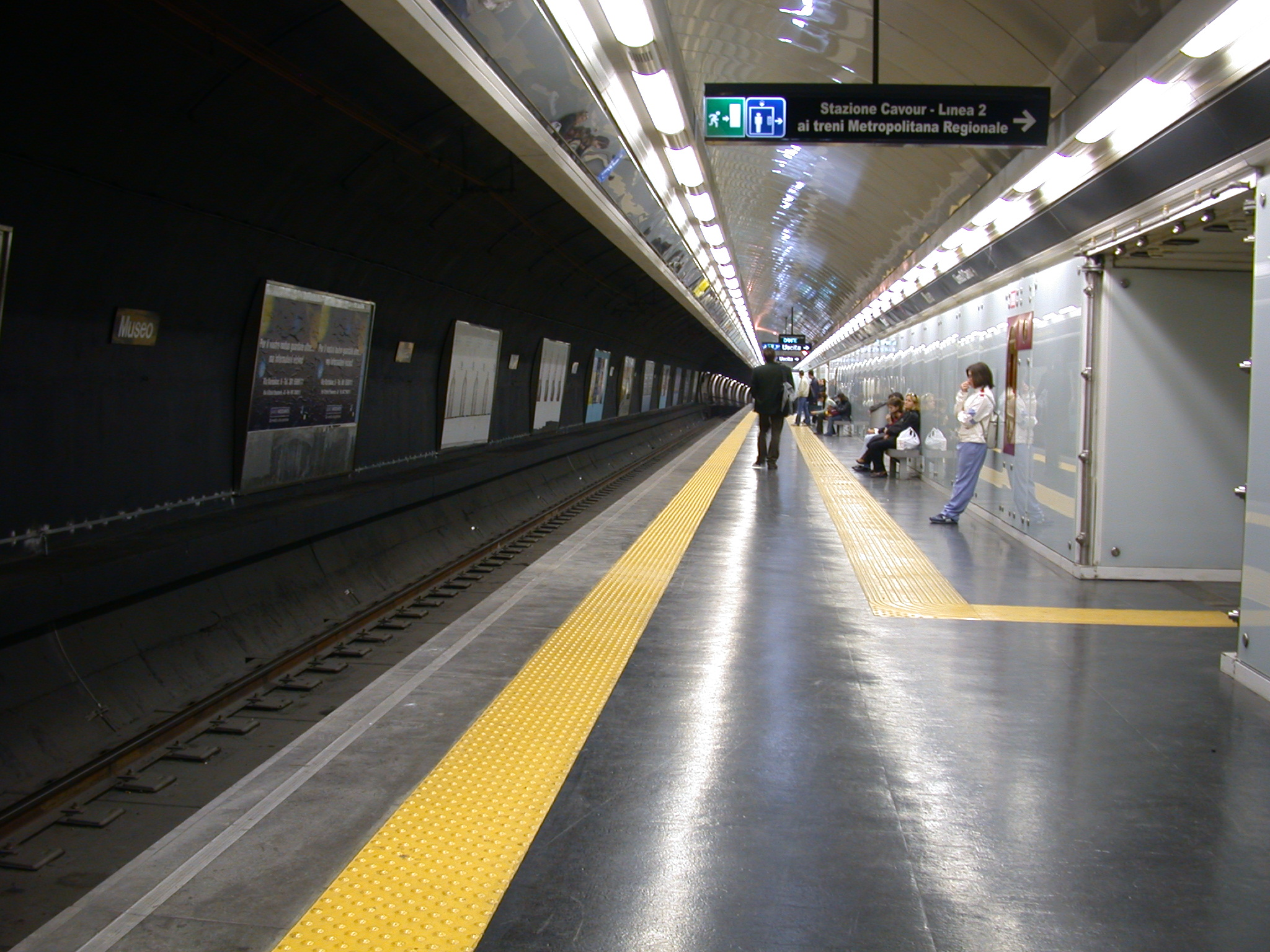
Станція «Museo», лінія 1

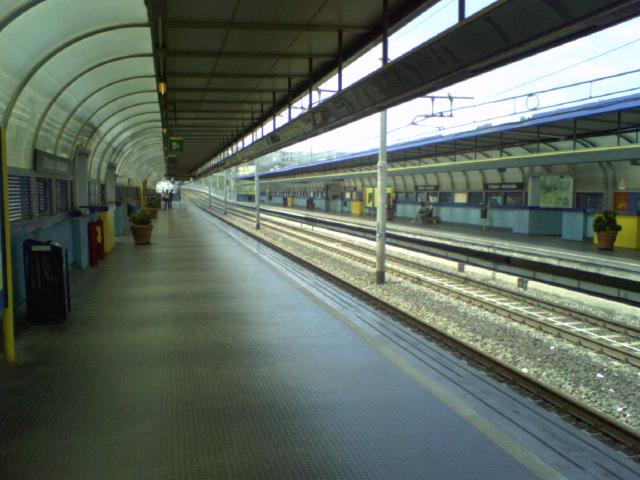
Станція «Chiaiano», лінія 1

Лінія 1 «Piscinola — Garibaldi» (жовта) включає в себе 19 станцій. В основному — глибокого закладення, північна частина наземна. Довжина лінії — 18,8 км. Сполучає історичний центр міста з північною частиною. Планується продовження лінії через аеропорт із замиканням її в кільце.
Лінія 2 «Pozzuoli — Gianturco» у складі 12 станцій. Довжина лінії 18,9 км.
Лінія 6 «Mostra — Mergelina» (блакитна) глибокого закладення, складається з 4 станцій, споруджена у 2006 році. Проходить  західною частиною міста. Довжина 2,3 км.
Лінія 11 «Piscinola — Aversa Centro» у складі 4 станцій. Довжина лінії 10,5 км.
Лінії керуються різними операторами: лінії 1 і 6 — ANM, лінія 2 — Trenitalia, лінія 11 — EAV.

## Режим роботи
Лінія 1 працює з 06:00 до 23:00 (станція «Piscinola» зачиняється о 22:20).
Лінія 6 працює з 07:30 до 14:30 лише у робочі дні. Інтервали складають 6 хвилин у години пік, 8-10 хвилин впродовж дня, після 21:00 — 15 хвилин.

## Перспективи
Планується спорудження трьох нових ліній і продовження практично всіх існуючих, з тим щоб довести загальну довжину мережі до 93 км (з урахуванням запланованих трамвайних ліній — 123 км). Число станцій досягне 114, серед яких буде 21 пересадкових. Точні терміни виконання даної програми невідомі, в будь-якому випадку в останні роки будівництво ведеться вкрай повільно.

## Цікавий факт
- Вхід на станцію «Salvator Rosa» метрополітену Неаполя прикрашений композицією з чотирьох бронзових автомобілів Fiat Nuova 500 зразка 1957 року. Свою назву він отримав на честь Fiat 500 Topolino (1936—1955 рр.), на зміну якому він прийшов.
- Fiat 600 зразка 1955 року послужив прототипом ЗАЗ-965 «Запорожець».